# キートレース
キートレースとは、アプリケーション内でマクロの記録機能を有効にしてキーボードやマウスを操作すると、アプリケーションソフトが搭載されているマクロ言語によって自動的に記録することを言う。後から記録したマクロを実行すると記録された順序でキーボードやマウスの操作手順が再現できる。